# Stolnica Marijinega vnebovzetja, Évreux
Katedrala Marijinega Vnebovzetja je stolna cerkev v francoskem mestu Évreux, sedež Évreuške škofije. Na seznamu francoskih zgodovinskih spomenikov je od leta 1862.
Gradnja prvotne katedrale, naslednice nekdanje starorimske bazilike, se je začela v 11. stoletju pod škofom Évreuxa Guillaumom Flaitelom (1046-1066), posvečena v čast Devici Mariji leta 1077, za časa tedanjega nadškofa Rouena Jeana d'Ivryja. Leta 1119 je bila katedrala med obleganjem mesta zažgana, obnovljena po pozivu papeža Kalista II. angleškemu kralju Henriku I. v letih 1126-1140. Ponovno je bila požgana v letu 1198, med sporom med angleškim kraljem Rihardom Levjesrčnim in francoskim kraljem Filipom Avgustom.
Na prelomu v 12. stoletje je škofija prešla v domeno francoskega kralja. Obnova katedrale zaradi skromnih sredstev in popustljivosti papeža Inocenca III. steče šele leta 1220, v letu 1253 je bila obnovljena ladja. Dokončanje cerkve sega v začetek 17. stoletja. Temeljita obnova pretežno gotske katedrale je bila narejena konec 19. stoletja.